# 신동신중정보산업고등학교
신동신중정보산업고등학교(新東新中情報産業高等學校)는 서울특별시 동작구 동작대로33마길 27-1에 있는 고등학교 과정의 학력인정 평생교육시설이다.

## 학교 연혁
- 1968년 6월 28일 기독교 대한 감리회 소속 동신 웨슬레 중학교로 개교.
- 1974년 2월 12일 동신고등공민학교로 교육부 인가.
- 1996년 1월 1일 동신실업고등학교로 개칭[1].
- 2000년 12월 4일 중학교 과정 신설.
- 2001년 3월 30일 현재의 교명으로 변경[2].